# 李道煥
李 道煥（イ・ドファン、朝鮮語: 이도환、1925年 - 1983年8月27日）は、大韓民国の検察官、弁護士、教員、政治家。第9・10代韓国国会議員。

## 経歴
馬山城湖国民学校（現・城湖初等学校）、馬山公立中学校（現・馬山高等学校）卒。龍院国民学校（現・龍院初等学校）、水晶国民学校（現・水晶初等学校）などの小学校で教師を務めた後、第2回高等試験で司法科に合格し、ソウル高検検事、大邱・ソウル地検部長検事、大田・釜山地検次長検事、大検察庁検事、中央情報部次長補、弁護士を歴任した。1973年の第9代総選挙に民主共和党の公認で立候補して初当選し、民主共和党慶南第1地区党委員長を務めた。1983年に自宅にて心臓麻痺により59歳で死去した。